# 五百桶戶
五百桶戶（pentacosiomedimni；）是一個於公元前6世紀時，由古希臘政治家梭倫訂立的標準，涵蓋當時公民人口裡的最高等。五百桶戶是指其所有財產或物業每年能生產濕貨或乾貨達500「模底」（medimnoi）或蒲式耳的人，即其物業可生產五百個「模底」以上農產品的人。
他們有資格在雅典的政府擔當所有的最高職位，包括了以下職位：
- 9位執政官和財務主管
- 戰神山會議（由退任後的前執政官組成的會議）
- 四百人會議
- 雅典集会

五百桶戶也可以作為在雅典軍隊的將軍的頭銜。
由於在當時，一个蒲式耳的穀物祭品價值都是1個德拉克马，而當時的奥林匹克运动会的冠军可以获得500德拉克马，換言之他們可自動取得五百桶戶的頭銜。